# Un'estate al ranch
Un'estate al ranch (Hanna's Gold) è un film del 2010 diretto da Joel Souza.

## Trama
Hanna e Jasmine sono due sorelle che vivono a Beverly Hills, durante le vacanze estive invece di andare al campo estivo dovranno andare al ranch di loro padre. Passano i giorni e mentre puliscono un magazzino, Jasmine pulendo una sella trova una mappa del tesoro; la fa vedere ad Hanna, che giorni fa aveva trovato un libro su un fuorilegge che parlava di un tesoro nascosto tra le montagne. Un giorno partono con Luke, il figlio di un amico di famiglia verso questa nuova avventura, ma durante il tragitto sui sentieri vengono scoperti da due malviventi evasi di prigione.
Al ranch intanto torna il padre delle ragazze e cerca le figlie, ma non trova né loro né Luke. Così vengono avvisati da Kelly che sono andati a cercare il tesoro nascosto tra le montagne e partono per cercarle.
Alla fine i malviventi vengono arrestati, le ragazze trovano in una grotta un signore morto che aveva una sacca pieni di soldi che verranno restituiti. Dopo trovano nel portafoglio di lui un tesserino di un giocatore di baseball che vale molti soldi, così invece di spenderli per loro stessi, decidono di comprare due cavalli per i figli di un lavoratore del ranch. Nell'ultima scena si vede che la cassa del tesoro si trova ancora tra le montagne.

## Distribuzione
Distribuito nei cinema negli Stati Uniti nel 2010, in Italia il film ha goduto solamente di passaggi televisivi.